# Ski de fond aux Jeux olympiques de 2010 – 50 kilomètres hommes
Navigation
2006 2014

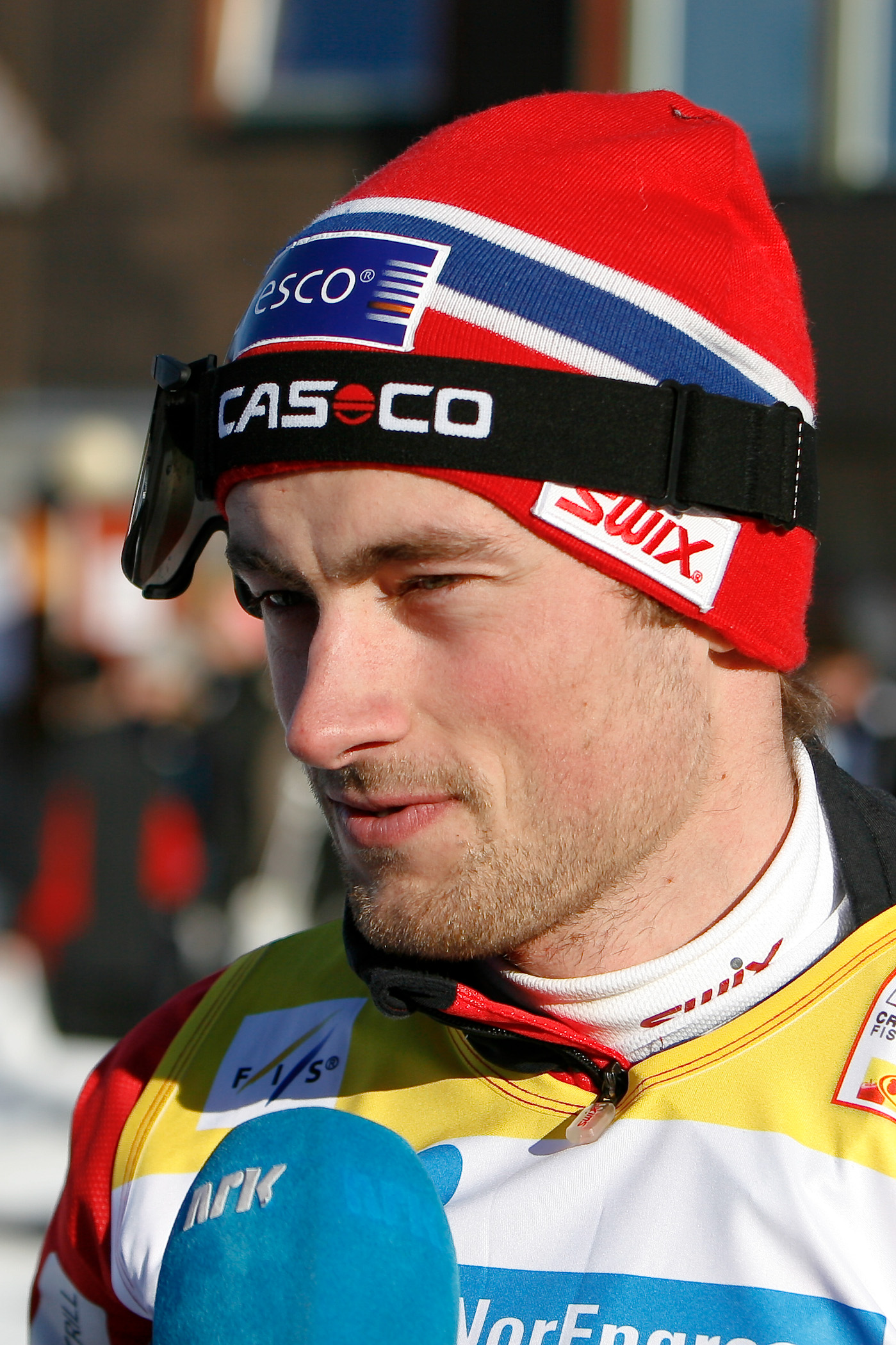
Petter Northug, médaille d'or

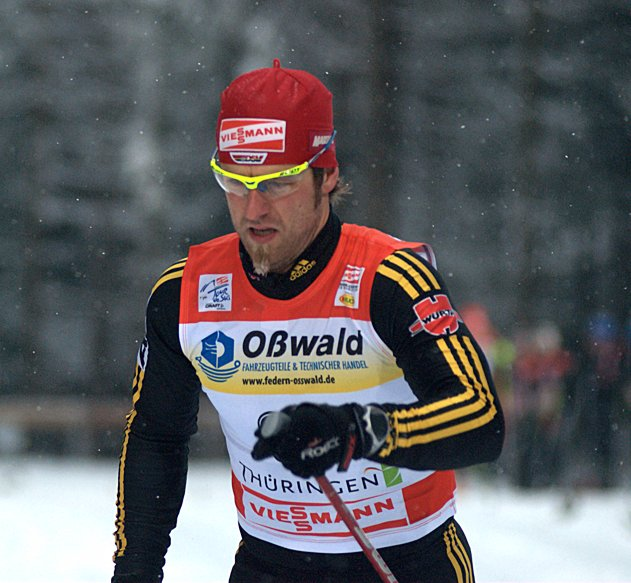
Axel Teichmann, médaille d'argent.

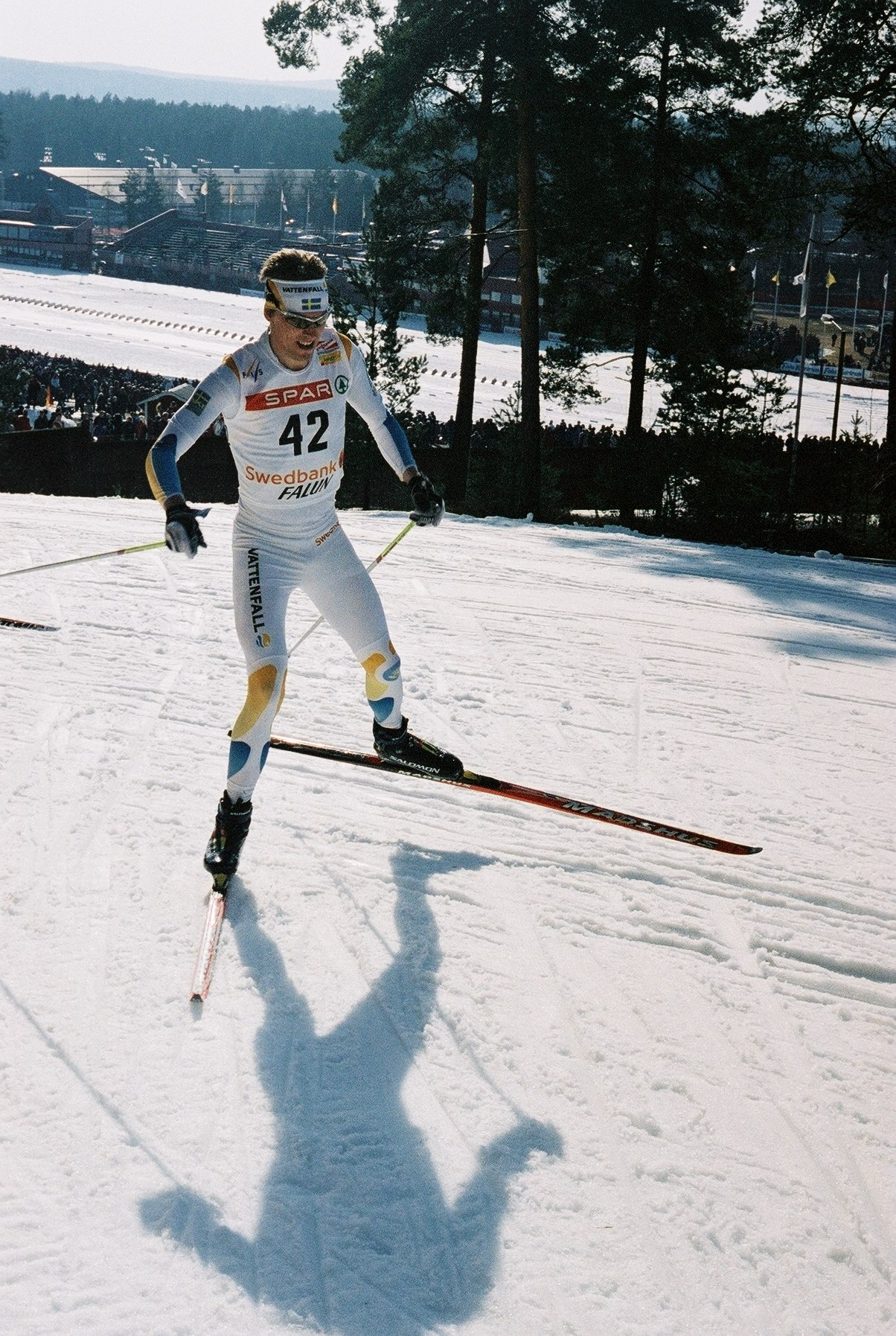
Johan Olsson, médaille de bronze.

L'épreuve masculine de 50 kilomètres de ski de fond des Jeux olympiques d'hiver de 2010 a eu lieu le 28 février 2010 au parc olympique de Whistler à Vancouver au Canada. 
L'épreuve est remportée par le norvégien Petter Northug en 2 h 05 min 35 s 5. 

## Médaillés
| Or                   | Argent               | Bronze             |
| Petter Northug (NOR) | Axel Teichmann (ALL) | Johan Olsson (SUE) |